# Jacky Lee-eiland
Jacky Lee-eiland (Pukeokaoka) is een van de kleine eilanden van Nieuw-Zeeland, gelegen in de Straat Foveaux, tussen het Zuidereiland en Stewarteiland.
Er komt slechts één zoogdier voor: de vleermuis Mystacina tuberculata.